# Кодима (приток Северной Двины)
Кодима — река в Архангельской области России.
Протекает по территории Устьянского, Шенкурского и Верхнетоемского районов. Впадает в Северную Двину в 442 км от её устья по левому берегу. Длина реки — 182 км, площадь водосборного бассейна — 1570 км². Среднегодовой расход воды в районе деревни Шахановка (142 км от устья) составляет 2,97 м³/с (данные наблюдений с 1956 по 1988 год).

## Притоки
(расстояние от устья)
- 14 км — река Иг (лв)
- 41 км — река Нюгмас (пр)
- 64 км — река Вальтий (лв)
- 142 км — река Вырижка (пр)

## Данные водного реестра
По данным государственного водного реестра России относится к Двинско-Печорскому бассейновому округу, водохозяйственный участок реки — Северная Двина от впадения реки Вычегда до впадения реки Вага, речной подбассейн реки — Северная Двина ниже места слияния Вычегды и Малой Северной Двины. Речной бассейн реки — Северная Двина.
Код объекта в государственном водном реестре — 03020300112103000027685.